# İkizdere (district)
İkizdere is een zeer bergachtig Turks district in de provincie Rize. Het district heeft een oppervlakte van 953,6 km². Hoofdplaats is İkizdere.
De bevolkingsontwikkeling van het district is weergegeven in onderstaande tabel.
| 1997  | 2000   | 2007  |
| ----- | ------ | ----- |
| 8.400 | 10.710 | 6.034 |

## Afbeeldingen

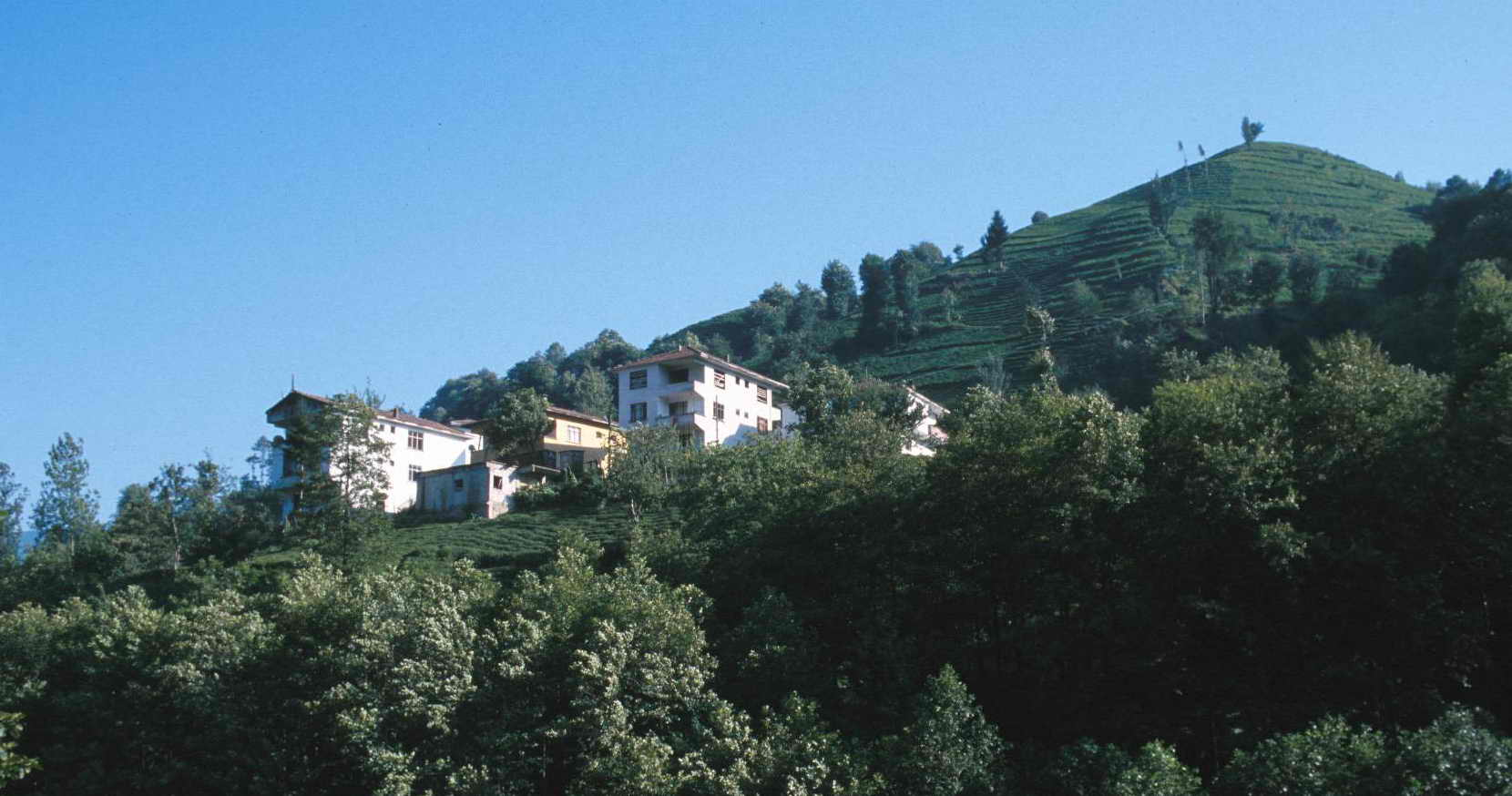
Theeplantages in het district
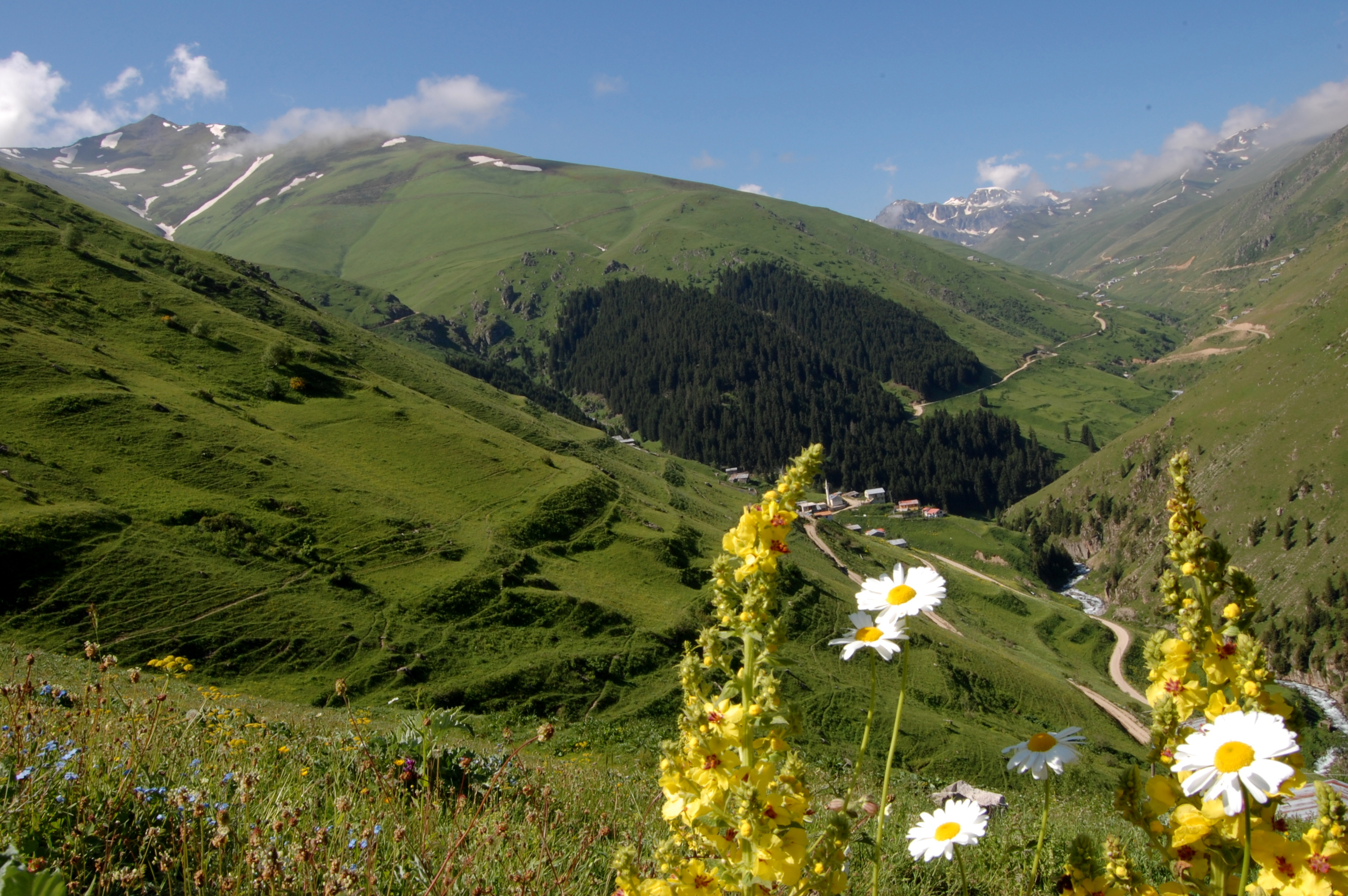